# Castello di Sarturano
Das Castello di Sarturano ist eine mittelalterliche Festung in Sarturano, einem Ortsteil der Gemeinde Agazzano in der italienischen Emilia-Romagna. Sie liegt am Fuße der Berge im Lurettatal auf 132 Metern Seehöhe.

## Geschichte
Die Burg, von der man das genaue Baujahr im 14. Jahrhundert nicht genau kennt, gehörte 1385 einem gewissen Eustachio Fulgosio. 1412 erhielten Bartolomeo und Filippo Arcelli vom Herzog von Mailand, Filippo Maria Visconti, das Lehen um das Castello di Sarturano, sowie andere Burgen in der Gegend. Dennoch gelang es der Familie Fulgosio, die Burg in ihrem Besitz zu halten.
Nach dem Tod von Taddea Fulgosio, der letzten Erbin der Familie, fiel die Festung an die Familie Cigala, die sie bis ins 17. Jahrhundert behielt. In dieser Zeit erfuhr die Festung grundlegende Veränderungen und wurde in eine Adelsresidenz umgebaut.
In der zweiten Hälfte des 19. Jahrhunderts gehörte der Komplex der Familie Quagliaroli. Später, als er in privaten Händen war, wurde er zu Wohnzwecken genutzt, und zwar nach einer Restaurierung, die in den Jahren 2003–2004 durchgeführt wurde und bei der die Anlage in zwei Wohneinheiten aufgeteilt, die historische Anlage aber erhalten wurde.

## Beschreibung
Das Gebäude hat einen trapezförmigen Grundriss, hat vier Ecktürme mit quadratischem Grundriss und war ursprünglich mit einem Burggraben umgeben. Der untere Teil des Baus besteht aus Flusskieseln, während der obere aus Mauerziegeln erbaut wurde. Im 17. Jahrhundert wurde das Gebäude grundlegend in ein Herrenhaus umgebaut. Die einzigen dekorativen Elemente der mittelalterlichen Burg, die auf unsere Zeit überkommen sind, sind die Sägezahnmotive, die sich auf der Nordost- und Südwestseite des Baus finden.
Die Nordwestfassade hat als einzige die ursprüngliche Charakteristik einer mittelalterlichen Burg behalten: Es gibt zwei Eingänge, einen für die Fußgänger und einen für die Wagen, versehen mit einem Steg, bzw. einer Zugbrücke. Die anderen Fassade dagegen wurden mit typischen Elementen einer befestigten Residenz modifiziert. Im Inneren der Anlage gibt eine Vorhalle mit neun Bögen mit Kreuzgewölbejochen.